# Kulina (gmina Aleksinac)
Kulina (cyr. Кулина) – wieś w Serbii, w okręgu niszawskim, w gminie Aleksinac. W 2011 roku liczyła 589 mieszkańców.